# فوزین
فوزینس (به فرانسوی: Feusines) یک کمون در فرانسه است که در اندر واقع شده‌است. فوزینس ۱۲٫۴۹ کیلومتر مربع مساحت و ۲۰۳ نفر جمعیت دارد و ۳۱۴ متر بالاتر از سطح دریا واقع شده‌است.